# Paleodictyon nodosum
Paleodictyon nodosum (лат.) — одна из разновидностей так называемых палеодиктионов (особых образований в осадочных породах, представляющих собой правильную гексагональную сетку с размером ячеек от 1—1,5 до 2—3 см).

## История изучения
Палеодиктионы были впервые описаны в 1850 году итальянским палеонтологом Джузеппе Менегини. Они встречаются во флишевых отложениях триаса, юры, мела и палеогена Кавказа, Крыма, Карпат, Альп.
В 1976 году американский океанограф Питер А. Рона заснял на камеру симметричные шестиугольные образования в области Срединно-Атлантического хребта, на глубине 3415—3585 метров. В 1978 году он опубликовал, в соавторстве с Дж. Мерриллом, статью, в которой предполагал, что они представляют собой неких беспозвоночных, возможно, шестилучевые губки. На статью откликнулся немецкий палеонтолог Адольф Зейлахер, который отметил стопроцентное сходство этих образований с ископаемым Paleodyction nodosum. В дальнейшем оба учёных вели совместные исследования найденных Питером Рона палеодиктионов и опубликовали в 2009 году совместную статью «Paleodictyon nodosum: A living fossil on the deep-sea floor».
Питер А. Рона совершал повторные погружения в области нахождения Paleodyction nodosum в 1990, 1991, 1993, 2001 и 2003 годах. В 2003 году он и А. Зейлахер окончательно установили идентичность современного Paleodyction nodosum известным ранее ископаемым.
В 2003 году об их исследованиях был снят фильм «Вулканы морских глубин» (англ. Volcanoes of the Deep Sea). В фильме описывается поиск Paleodictyon nodosum с помощью глубоководного аппарата Алвин около вулканических жерл, которые находятся на глубине 3500 метров на Срединно-Атлантическом хребте.

## Описание
Paleodictyon nodosum состоит из трёх рядов отверстий, равноудалённых друг от друга и пересекающихся под углом 120°. Диаметр отверстий — около 1 мм. Под отверстиями находится сеть «туннелей». Протоплазма в исследованных отверстиях отсутствует.
Несмотря на то, что ни в одном из отверстий не удалось обнаружить ни живых существ, ни какие-либо следы их жизнедеятельности, П. А. Рона и А. Зейлахер полагают, что Paleodictyon nodosum может существовать в наши дни. В этом случае он является одним из древнейших «живых ископаемых».

## Гипотезы о происхождении
Хотя исследователи пришли к выводу об органическом происхождении Paleodictyon nodosum, точно неизвестно, что именно представляют собой найденные образования — созданные неизвестным существом «норы» или же фрагменты его собственного тела.
А. Зейлахер высказывал предположение, что туннели могли использоваться неким животным, питающимся микробами, для разведения этих микробов: изнутри туннели были выстланы органическим материалом, на котором активно размножались микроорганизмы. П. А. Рона считает, что, скорее, туннели представляют собой само тело животного, возможно, подобного представителям эдиакарской биоты.